# Barton Fink - È successo a Hollywood
Barton Fink - È successo a Hollywood (Barton Fink) è un film del 1991 di Joel e Ethan Coen, vincitore della Palma d'oro come miglior film al Festival di Cannes 1991.

## Trama
Stati Uniti, 1941: Barton Fink, uno scrittore e drammaturgo newyorkese di origine ebraica, reduce da uno strepitoso successo di critica e pubblico a Broadway grazie ad una pièce sulla gente comune, viene chiamato ad Hollywood da una major, la Capitol Pictures, per lavorare alla sceneggiatura di un film sul wrestling con protagonista il beniamino del genere Wallace Beery. Giunto a Los Angeles, Barton trova alloggio all'hotel Earle, un buio e polveroso albergo i cui unici residenti visibili sono il portinaio Chet, l'anziano ascensorista e Charlie Meadows, un bonario agente assicurativo, suo vicino di stanza, col quale instaura, malgrado una sua iniziale ritrosia dinanzi ai modi alquanto grossolani dell'uomo, un buon rapporto, arrivando a parlargli a cuore aperto della propria opera e del suo desiderio artistico di fondare una nuova e rivoluzionaria drammaturgia orientata alle istanze della gente comune come lui. 
Barton, messosi al lavoro nella sua stanza con due finestre vista muro, tappezzeria scollata ed un piccolo quadro raffigurante una ragazza in spiaggia che di spalle guarda l'oceano, incappa nel classico blocco dello scrittore e, dopo aver a lungo tergiversato nella vana attesa del ritorno improvviso dell'"ispirazione", per risolverlo si rivolge al celebre W.P. Mayhew, stimatissimo romanziere che negli ultimi tempi per campare s'occupa principalmente di copioni per il cinema (e che lo stesso Barton aveva conosciuto del tutto fortuitamente nei bagni d'un ristorante di Hollywood), e alla sua segretaria ed amante Audrey, colei che da tempo si occupa di scrivere a suo nome le sceneggiature assegnategli, poiché ormai incapace di produrre a causa dell'alcolismo che lo attanaglia. È infatti lei, più che Mayhew, ad aiutarlo a finire il lavoro, dopo che i suoi committenti gli hanno concesso l'ultima proroga, passandogli delle bozze d'un copione che stava preparando per Mayhew. In un attimo di vulnerabilità, in cui la donna gli si confida sulle difficoltà e le tribolazioni della sua relazione con Mayhew (il quale, da ubriaco, arriva anche a picchiarla), i due finiscono per dormire assieme; risvegliandosi la mattina seguente, però, Barton se la ritrova al proprio fianco morta e le sue urla richiamano il vicino Charlie, che decide di aiutarlo preoccupandosi di occultare il cadavere.
Charlie poi parte alla volta di New York per lavoro, lasciando a Barton un pacco e promettendo di fare visita ai suoi genitori, ma più tardi all'hotel giungono due poliziotti, i detective Mastrionotti e Deutsch, che in un brusco e serrato confronto rivelano a Barton che Charlie in realtà è un pericoloso assassino seriale, il cui vero nome è Karl Mundt. Travolto dalla realtà, Barton ritrova l'ispirazione e scrive rapidamente una sceneggiatura, motivo per cui festeggia animatamente in un locale dove però fa scoppiare una rissa con alcuni soldati in procinto di partire l'indomani per la guerra. Tornato dunque all'albergo, Barton ritrova i due poliziotti, che vogliono arrestarlo con l'accusa di complicità nei delitti di Charlie, ma proprio in quel momento divampa un incendio innescato dallo stesso Charlie il quale, a colpi di fucile, trucida i due agenti. Rientrato nella propria camera subito dopo la carneficina, Charlie gli si congeda amaramente prima che il fuoco divori l'intero piano, rinfacciandogli l'egoismo e l'ipocrisia intellettuale con cui si rapporta col mondo a dispetto delle sue dichiarate aspirazioni artistiche "socialpopolari". 
Salvatosi miracolosamente dall'incendio, Barton è poi ricevuto dal capo della Capitol il quale, dopo avergli tra mille improperi cestinato il suo copione come robaccia stucchevole ed intellettualoide, lo costringe per ritorsione a sfornare per la casa almeno altri 200 copioni secondo i loro precisi canoni di produzione, costringendolo di fatto ad una specie di "schiavitù artistica". Il film si chiude con Barton che, recatosi su d'una spiaggia, s'imbatte in una ragazza identica e nella stessa posa di quella raffigurata nel quadro della sua stanza d'albergo.

## Riconoscimenti
- 1991 - Festival di Cannes[1]
  - Palma d'oro
  - Prix de la mise en scène a Joel ed Ethan Coen
  - Prix d'interprétation masculine a John Turturro
- 1992 - David di Donatello
  - miglior attore straniero (John Turturro)
- 1992 - Premio Oscar
  - Candidatura per il miglior attore non protagonista a Michael Lerner
  - Candidatura per la migliore scenografia a Ruth De Jong e Nancy Haigh e Dennis Gassner
  - Candidatura per i migliori costumi a Richard Hornung

## Riferimenti
- Il personaggio di W.P. Mayhew è basato sul grande romanziere premio Nobel William Faulkner, che scrisse realmente una sceneggiatura sul wrestling[2] all'inizio della sua carriera e che ebbe anch'egli problemi di alcolismo.
- Il vero nome di Charlie Meadows è Karl Mundt, ovvero lo stesso di un membro della Camera dei Rappresentanti degli Stati Uniti che divenne vice presidente della Commissione per le attività antiamericane, che, a partire dalla fine degli anni quaranta, stroncò il sostentamento degli attori, dei registi e degli sceneggiatori con simpatie socialiste, come quelle che Barton dimostra di avere nel film[2]. Meadows/Mundt, tra l'altro, pronuncia un saluto nazista prima di uccidere il detective Deutsch.

## Omaggi e citazioni
Il film è stato citato due volte dai Simpson: la prima nel quattordicesimo (in Italia tredicesimo) episodio della quarta stagione, "Fratello dello stesso pianeta", in cui Milhouse, Lewis e Richard vanno a vederlo al cinema; la seconda nel quindicesimo (in Italia dodicesimo) episodio della settima stagione, "Bart la spia", il cui titolo originale è "Bart the Fink", chiaro riferimento alla pellicola dei fratelli Coen.
Si può trovare un collegamento con Barton Fink anche in un altro, più recente film dei fratelli Coen, Ave, Cesare!, ambientato nel mondo del cinema americano durante l'era maccartiana: in entrambi i film la casa cinematografica chiamata Capitol Pictures svolge un ruolo nell'intreccio ed è inoltre presente un rimando al film di cui Fink avrebbe dovuto stendere la sceneggiatura.